# Władysław Płonka (lekkoatleta)
Władysław Płonka (ur. 5 stycznia 1931 w Częstochowie, zm. 20 września 2009 w Bielawie) – polski lekkoatleta, długodystansowiec.
Wystąpił w biegu na 5000 metrów na mistrzostwach Europy w 1954 w Bernie, ale odpadł w eliminacjach. Zajął 11. w tej konkurencji na Akademickich Mistrzostwach Świata (UIE) w 1951 w Berlinie.
Zajął 3. miejsce w biegu memoriałowym na 5000 metrów podczas Memoriału Janusza Kusocińskiego w 1954 po zażartej walce z Wołodymyrem Kucem i Alojzym Grajem.
Był mistrzem Polski w biegu przełajowym na 6 kilometrów w 1959, wicemistrzem w biegu na 10 000 metrów w 1957 i 1959, a także brązowym medalistą w biegu na 5000 metrów w 1953 oraz w biegu przełajowym w 1954 (na 3 km) i w 1958 (na 6 km). Zdobył również brązowy medal w biegu na 3000 metrów w zimowych mistrzostwach kraju (1951).
W latach 1954–1959 wystąpił w 11 meczach reprezentacji Polski, odnosząc jedno zwycięstwo indywidualne.
Rekordy życiowe:
| Konkurencja           | Data i miejsce            | Wynik   |
| --------------------- | ------------------------- | ------- |
| bieg na 1500 metrów   | 8 sierpnia 1954, Warszawa | 3:51,8  |
| bieg na 3000 metrów   | 7 sierpnia 1959, Sopot    | 8:18,4  |
| bieg na 5000 metrów   | 19 czerwca 1954, Warszawa | 14:17,2 |
| bieg na 10 000 metrów | 30 czerwca 1957, Kraków   | 30:20,2 |

Miał wykształcenie średnie. W 1950 ukończył Technikum Włókiennicze w Bielawie. Był wieloletnim mistrzem w Zakładach Włókienniczych w Bielawie.